# Gaia Cauchi
Gaia Cauchi (Mġarr, 19 november 2002) is een Maltese zangeres.

## Biografie

### Junior Eurovisiesongfestival
Gaia Cauchi vertegenwoordigde Malta op het Junior Eurovisiesongfestival 2013 in Kiev. Na twee jaar afwezig te zijn besloot PBS Malta te laten terugkeren op het Junior Eurovisiesongfestival. Omdat de bevestiging van de deelname nogal laat was en er geen tijd meer was om een nationale finale te organiseren, koos de omroep de kandidate intern. Op 25 september 2013 werd bekendgemaakt dat Gaia haar vaderland mocht gaan vertegenwoordigen in Kiev. Op 18 oktober 2013 werd het lied bekendgemaakt waarmee zij zou aantreden in Kiev: The start.

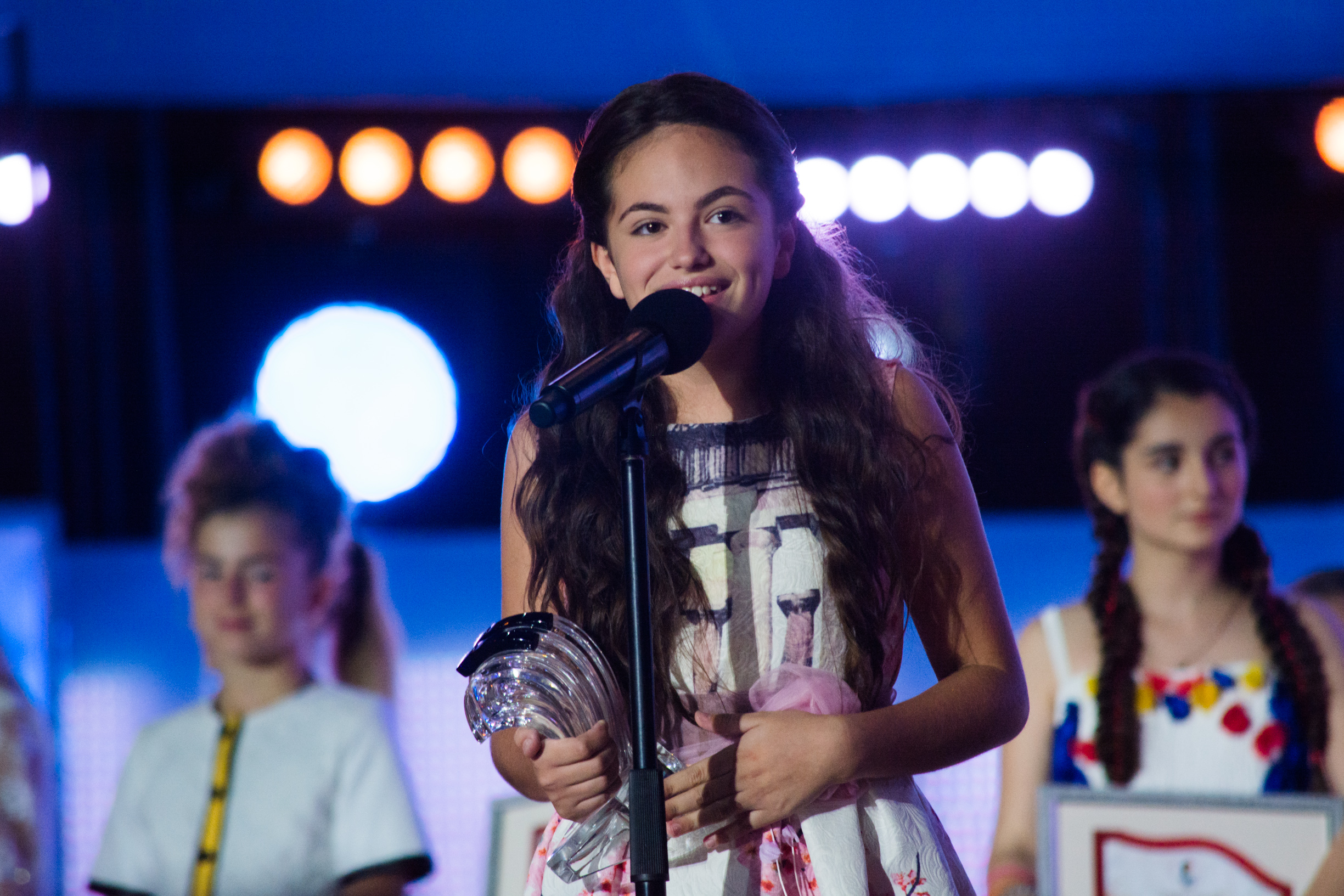
Cauchi na de winst van New Wave Junior 2015.

Cauchi trad in Kiev als elfde aan en was uiteindelijk met 130 punten de winnares van het Junior Eurovisiesongfestival 2013. Het was de eerste keer dat Malta een Junior Eurovisiesongfestival of Eurovisiesongfestival won.
In 2014 trad Cauchi kort op tijdens het grote Eurovisiesongfestival in Kopenhagen. Ze zong als intervalact tijdens het Junior Eurovisiesongfestival 2014 en las ook de punten van de kinderjury voor. Ook was ze spokesperson tijdens het Junior Eurovisiesongfestival 2016.

### Na het Junior Eurovisiesongfestival
Cauchi won in 2015 de jongerenversie van het festival New Wave.